# Sländor
Sländor är en del av insektsfaunan (inom underklassen Pterygota), men utgör ingen egen ordning eller annan enhetlig kategori. ”Slända” är således i sig självt inte något systematiskt namn.
Även om sländor inte utgör en enhetlig insektsgrupp med alltigenom specifika och gemensamma egenskaper gäller ändå att de flesta har två par tunna, genomskinliga vingar uppbyggda av membran och ribbor och som - till skillnad från fjärilarna - saknar fjäll. Nattsländornas hårbeklädda vingar är knappt genomskinliga. Hos några arter är det bakre vingparet tillbakabildat eller saknas helt, och hos ytterligare några arter saknas båda vingparen men då i regel bara hos det ena könet.
Storleksmässigt avviker stövsländorna från övriga sländor genom att de är mycket små.
De flesta sländor är knutna till sötvatten. Med undantag för de flesta näbbsländor och nätvingar utspelas larvstadiet/nymfstadiet helt i sötvatten där larverna/nymferna utgör ett karaktäristiskt inslag i faunan.
Näbbsländor, nätvingar och nattsländor har fullständig förvandling, det vill säga ett puppstadium mellan larv och imago. Övriga sländor saknar puppstadium (så kallad ofullständig förvandling).
Sländor förekommer bland följande nio insektsordningar: dagsländor, trollsländor, bäcksländor, stövsländor, vattennätvingar, halssländor, nätvingar, nattsländor och näbbsländor.
Långt ifrån alla sländarter har ännu svenska namn, inte ens alla de i Sverige reproducerande sländorna. Kommittén för svenska djurnamn är inrättad av Svenska artprojektet och arbetar med att fastställa svenska namn på de i Sverige förekommande arterna.
En del av de svenska namnen på dagsländorna är namngivna av flugfiskarna Kenneth Boström och Tommy Bengtsson på 1970-talet. Då gjordes ett digert arbeta med att bland annat ge svenska namn till många av dagsländorna som är närvarande vid olika vattendrag i Norden och som då är intressanta för flugfiskare att imitera. Resultatet av detta arbeta kan läsas i fälthandboken "Dagsländor i öringvatten".
Läs mer om sländor: 

## 1Dagsländor(ordningenEphemeroptera)
- Skölddagsländor (familjen Prosopistomatidae)
- Sanddagsländor (familjen Ephemeridae)
  - Åsandslända (arten Ephemera danica)
  - Sjösandslända (arten Ephemera vulgata)
- Slamdagsländor (familjen Caenidae)
  - Slamsländor (släktet Caenis)
- Forsdagsländor (familjen Heptageniidae)
  - Forssländor (släktet Heptagenia)
    - Liten forsslända (arten Paracinygmula joernensis)
    - Brun forsslända (arten Kageronia fuscogrisera)
    - Gul forsslända (arten Heptagenia sulphurea)
- Mossdagsländor (familjen Ephemerellidae)
  - Strömsländor (släktet Ephemerella)
    - Röd strömslända (arten Serratella ignita)
    - Stor strömslända (arten Ephemerella aurivilli)
    - Liten strömslända (arten Ephemerella mucronata)
    - Gul strömslända (arten Ephemerella notata)
- Starrdagsländor (familjen Leptophlebiidae)
  - Vassländor (släktet Leptophlebia)
    - Stor vasslända (arten Leptophlebia marginata)
    - Liten vasslända (arten Leptophlebia vespertina)
- Simdagsländor (familjen Siphlonuridae)
  - Simsländor (släktet Siphlonurus)
    - Stor simslända (arten Siphlonurus aestivalis)
    - Liten simslända (arten Siphlonurus lacustris)
    - Bandad simslända (arten Siphlonurus linneanus)
- Svenskt namn saknas (familjen Metretopodidae)
  - Selsländor (släktet Metretopus)
    - Grönögd selslända (arten Metretopus borealis)
- Ådagsländor (familjen Baetidae)
  - Åsländor (släktet Baetis)
    - Skånsk åslända (arten Baetis buceratus)
    - Gulögd åslända (arten Baetis fuscatus)
    - Lappländsk åslända (arten Baetis lapponicus)
    - Grå åslända (arten Baetis muticus)
    - Svart åslända (arten Nigrobaetis niger)
    - Stor åslända (arten Baetis rhodani)
    - Liten åslända (arten Baetis scambus)
    - Fjällåslända (arten Baetis subalpinus)
    - Sydlig åslända (arten Baetis vernus)

  - Dammsländor (släktet Cloeon)
    - Gul dammslända (arten Cloeon dipterum)
    - Brun dammslända (arten Cloeon simile)

  - Aftonsländor (släktet Procloeon)
    - Gulögd aftonslända (arten Procloeon bifidum)

  - Sporrsländor (släktet Centroptilum)
    - Ljus sporrslända (arten Centroptilum luteolum)

## 2Trollsländor(ordningenOdonata)
- Flicksländor och jungfrusländor (underordningen Zygoptera)
  - Flicksländor
    - Smaragdflicksländor / Glansflicksländor (familjen Lestidae)
      - Vinterflickslända (arten Sympecma fusca)
      - Sydlig smaragdflickslända (arten Lestes virens)
      - Allmän smaragdflickslända (arten Lestes sponsa)
      - Kraftig smaragdflickslända (arten Lestes dryas)

    - Fjäderflicksländor / Flodflicksländor (familjen Platycnemididae / Platycnemidae )
      - Flodflickslända (arten Platycnemis pennipes)

    - Sommarflicksländor / Äkta flicksländor (familjen Coenagrionidae)
      - Rödflickslända / Röd flickslända (arten Pyrrhosoma nymphula)
      - Större kustflickslända / Allmän kustflickslända (arten Ischnura elegans)
      - Sjöflickslända (arten Enallagma cyathigerum)
      - Tångflickslända (arten Coenagríon armatum
      - Ljus lyrflickslända / Ljus U-flickslända (arten Coenagríon puella)
      - Mörk U-flickslända (arten Coenagríon pulchellum)
      - T-flickslända (arten Coenagríon hastulatum)
      - Månflickslända (arten Coenagríon lunulatum)
      - Johanssons flickslända (arten Coenagríon johanssoni)
      - Rödögonflickslända (arten Erythromma najas)
      - Dvärgflickslända (arten Nehalennia speciosa)

  - Jungfrusländor (familjen Calopterygidae)
    - Blå jungfruslända (arten Calopteryx virgo)
    - Blåbandad jungfruslända (arten Calopteryx splendens)
- Egentliga trollsländor / Äkta trollsländor (underordningen Anisoptera)
  - Mosaiktrollsländor (familjen Aeshnidae)
    - Vårmosaikslända (arten Brachytron pratense)
    - Starrmosaikslända (arten Aeshna juncea)
    - Gungflymosaikslända (arten Aeshna subartica)
    - Fjällmosaikslända (arten Aeshna caerulea)
    - Grön mosaikslända (arten Aeshna viridis)
    - Vassmosaikslända (arten Aeshna serrata)
    - Blågrön mosaikslända (arten Aeshna cyanea)
    - Brun mosaiktrollslända (arten Aeshna grandis)
    - Höstmosaikslända (arten Aeshna mixta)
    - Kilfläckslända (arten Anaciaeschna isosceles)

  - Segeltrollsländor (familjen Libellulidae)
    - Bred trollslända (arten Libellula depressa)
    - Spetsfläckad trollslända (arten Libellula fulva)
    - Fyrfläckad trollslända (arten Libellula quadrimaculata)
    - Stor sjötrollslända (arten Orthetrum cancellatum)
    - Liten sjötrollslända (arten Orthetrum coerulescens)
    - Allmän ängstrollslända (arten Sympetrum vulgatum)
    - Stor ängstrollslända (arten Sympetrum striolatum)
    - Gulfläckad ängstrollslända (arten Sympetrum flaveolum)
    - Blodröd ängstrollslända (arten Sympetrum sanguineum)
    - Svart ängstrollslända (arten Sympetrum danae)
    - Myrtrollslända (arten Leucorrhinia dubia)
    - Nordisk kärrtrollslända (arten Leucorrhinia rubicunda)
    - Citronfläckad kärrtrollslända (arten Leucorrhinia pectoralis)
    - Bred kärrtrollslända (arten Leucorrhinia caudalis)
    - Pudrad kärrtrollslända (arten Leucorrhinia albifrons)

  - Skimmertrollsländor / Glanstrollsländor (familjen Corduliidae)
    - Guldtrollslända (arten Cordulia aenea)
    - Metalltrollslända (arten Somatochlora metallica)
    - Gulfläckad glanstrollslända (arten Somatochlora flavomaculata)
    - Fjälltrollslända (arten Somatochlora alpestris)
    - Nordlig glanstrollslända (arten Somatochlora arctica)
    - Tundratrollslända (arten Somatochlora sahlbergi)
    - Tvåfläckad trollslända (arten Epitheca bimaculata)

  - Flodtrollsländor (familjen Gomphidae)
    - Sandtrollslända (arten Gomphus vulgatissimus)
    - Grön flodtrollslända (arten Ophiogomphus cecilia)
    - Stenflodtrollslända (arten Onychogomphus forcipatus)

  - Kungstrollsländor (familjen Cordulegasteridae)
    - Kungstrollslända (arten Cordulegaster boltonii/boltoni)

  - Svenskt namn saknas (familjen Macromidae)
    - Prakttrollslända (arten Macromia splendens)

  - Jättetrollsländor (familjen Meganeuridae, utdöd)

## 3Bäcksländor(ordningenPlecoptera)
- Vingbandbäcksländor  (familjen Taeniopterygidae)
  - (släktet Brachyptera)
    - (arten Brachyptera braueri)
    - (arten Brachyptera risi)

  - (släktet Taeniopteryx)
    - (arten Taeniopteryx nebulosa)
- Kryssbäcksländor  (familjen Nemouridae)
  - (släktet Amphinemura)
    - (arten Amphinemura borealis)
    - (arten Amphinemura standfussi)
    - (arten Amphinemura sulcicollis)

  - (släktet Nemoura)
    - (arten Nemoura arctica)
    - (arten Nemoura dubitans)
    - (arten Nemoura sahlbergi)
    - (arten Nemoura viki)
    - (arten Nemoura avicularis)
    - (arten Nemoura cinerea)
    - (arten Nemoura flexuosa)

  - (släktet Nemurella)
    - (arten Nemurella pictetii)

  - (släktet Protonemura)
    - (arten Protonemura meyeri)
- Småbäcksländor  (familjen Capniidae)
  - (släktet Capnia)
    - (arten Capnia nigra)
    - (arten Capnia pygmaea)
    - (arten Capnia vidua)
    - (arten Capnia atra)
    - (arten Capnia bifrons)

  - (släktet Capnopsis)
    - (arten Capnopsis schilleri)
- Smalbäcksländor (familjen Leuctridae)
  - (släktet Leuctra)
    - (arten Leuctra digitata)
    - (arten Leuctra fusca)
    - (arten Leuctra hippopus)
    - (arten Leuctra nigra)
- Rovbäcksländor  (familjen Perlodidae)
  - (släktet Arcynopteryx)
    - (arten Arcynopteryx compacta)

  - (släktet Diura)
    - (arten Diura bicaudata)
    - (arten Diura nanseni)

  - (släktet Isogenus)
    - (arten Isogenus nubecula)

  - (släktet Isoperla)
    - (arten Isoperla difformis)
    - (arten Isoperla grammatica)
    - (arten Isoperla obscura)

  - (släktet Perlodes)
    - (arten Perlodes dispar)
- Jättebäcksländor  (familjen Perlidae)
  - (släktet Dinocras)
    - (arten Dinocras cephalotes)
- Blekbäcksländor  (familjen Chloroperlidae)
  - (släktet Siphonoperla)
    - (arten Siphonoperla burmeisteri)

  - (släktet Isoptena)
    - Sandbäckslända (arten Isoptena serricornis)

  - (släktet Xanthoperla)
    - (arten Xanthoperla apicalis)

## 4Stövsländor(ordningenPsocoptera)
- Underordningen Trogiomorpha
  - Fjällstövlöss (familjen Lepidopsocidae)
    - Fjällstövlus (arten Pteroxanium kelloggi)

  - Stumpvingestövlöss (familjen Trogiidae)
    - Barkstövlus (arten Cerobasis guestfalica)
    - Husstövlus (arten Cerobasis annulata)
    - Bostövlus (arten Lepinotus inquilinus)
    - Streckstövlus (arten Lepinotus patruelis)
    - Nätstövlus (arten Lepinotus reticulates)
    - Väggsmed (arten Trogium pulsatorium)

  - Styltstövlöss (familjen Psyllipsocidae)
    - Kilvingad styltlus (arten Dorypteryx domestica)
    - Rundvingad styltlus (arten Psyllipsocus ramburii)
- Underordningen Troctomorpha
  - Boklöss (familjen Liposcelididae)
    - Husboklus (arten Liposcelis bostrychophila)
    - Gaffelboklus (arten Liposcelis brunnea)
    - Redesboklus (arten Liposcelis corrodens)
    - Luffarboklus (arten Liposcelis decolour)
    - Ockraboklus (arten Liposcelis entomophila)
    - Släthuvad boklus (arten Liposcelis keleri)
    - Tvillingboklus (arten Liposcelis pearmani)
    - Fjunhuvad boklus (arten Liposcelis pubescens)
    - Skogsboklus (arten Liposcelis silvarum)

  - Skölddammlöss (familjen Sphaeropsocidae)
    - Skölddammlus (arten Badonnelia titei)
- Underordningen Psocomorpha
  - Dunhornsstövsländor (familjen Epipsocidae)
    - Skuggstövslända (arten Bertkauia lucifuga)

  - Fransvingestövsländor (familjen Caeciliusidae)
    - Frackstövslända (arten Caecilius fuscopterus)
    - Sumpstövslända (arten Valenzuela atricornis)
    - Granfransvingeslända (arten Valenzuela burmeisteri)
    - Dynstövslända (arten Valenzuela corsicus)
    - Barrfransvingeslända (arten Valenzuela despaxi)
    - Mörkribbad fransvingeslända (arten Valenzuela flavidus)
    - Risfransvingeslända (arten Valenzuela gynapterus)
    - Enbuskstövslända (arten Valenzuela piceus)
    - Bullnosstövslända (arten Enderleinella obsoleta)

  - Glasvingestövsländor (familjen Stenopsocidae)
    - Flaggstövslända (arten Graphopsocus cruciatus)
    - Lövglasvingeslända (arten Stenopsocus immaculatus)
    - Barrglasvingeslända (arten Stenopsocus lachlani)
    - Praktstövslända (arten Stenopsocus stigmaticus)

  - Tjockkantsstövsländor (familjen Amphipsocidae)
    - Tjockkantsstövslända (Kolbia quisquiliarum)

  - Kviststövsländor (familjen Lachesillidae)
    - Mindre kviststövslända (arten Lachesilla greeni)
    - Höstövslända (arten Lachesilla pedicularia)
    - Ekkviststövslända (arten Lachesilla quercus)

  - Rektangelstövsländor (familjen Ectopsocidae)
    - Cederstövslända (arten Ectopsocopsis cryptomeriae)
    - Småfläckig rektangelstövslända (arten Ectopsocus briggsi)
    - Storfläckig rektangelstövslända (arten Ectopsocus petersi)

  - Sorgstövsländor (familjen Peripsocidae)
    - Prickig sorgstövslända (arten Peripsocus alboguttatus)
    - Bredlobad sorgstövslända (arten Peripsocus consobrinus)
    - Brunvingad sorgstövslända (arten Peripsocus didymus)
    - Parvelsorgstövslända (arten Peripsocus parvulus)
    - Dysterbrun sorgstövslända (arten Peripsocus phaeopterus)
    - Fläckig sorgstövslända (arten Peripsocus subfasciatus)

  - Hårstövsländor (familjen Trichopsocidae)
    - Brunryggad hårstövslända (arten Trichopsocus clarus)
    - Blekryggad hårstövslända (arten Trichopsocus dalii)

  - Gluggmärkestövsländor (familjen Philotarsidae)
    - Fläckig gluggmärkeslända (arten Philotarsus parviceps)
    - Randig gluggmärkeslända (arten Philotarsus picicornis)

  - Fransgaffelstövsländor (familjen Elipsocidae)
    - Tjockpalpsstövslända (arten Cuneopalpus cyanops)
    - Tunnbandad fransgaffelslända (arten Elipsocus abdominalis)
    - Mörkhuvad fransgaffelslända (arten Elipsocus hyalinus)
    - Brun fransgaffelslända (arten Elipsocus moebiusi)
    - Bredbandad fransgaffelslända (arten Elipsocus pumilis)
    - Hedstövslända (arten Hemineura dispar)
    - Ekkryplus (arten Pseudopsocus fusciceps)
    - Tallkryplus (arten Pseudopsocus rostocki)
    - Lavstövslända (arten Reuterella helvimacula)

  - Kalvingestövsländor (familjen Mesopsocidae)
    - Svartpannad kalvingeslända (arten Mesopsocus fuscifrons)
    - Gråögd kalvingeslända (arten Mesopsocus helveticus)
    - Gultonad kalvingeslända (arten Mesopsocus immunis)
    - Blektonad kalvingeslända (arten Mesopsocus unipunctatus)
    - Tvåfläckig kalvingeslända (arten Mesopsocus laticeps)

  - Storstövsländor (familjen Psocidae)
    - Lövstorstövslända (arten Amphigerontia bifasciata)
    - Barrstorstövslända (arten Amphigerontia contaminata)
    - Blankryggad stövslända (arten Amphigerontia intermedia)
    - Högcellsstövslända (arten Blaste conspurcata)
    - Fjunig storstövslända (arten Neopsocopsis hirticornis)
    - Mörkvingad jättestövslända (arten Metylophorus nebulosus)
    - Klarvingad jättestövslända (arten Psococerastis gibbosa)
    - Rombmärkt stövslända (arten Hyalopsocus contrarius)
    - Tvåfärgad stövslända (arten Hyalopsocus morio)
    - Signalstövslända (arten Psocus bipunctatus)
    - Bandvingad storstövslända (arten Loensia fasciata)
    - Prickvingad storstövslända (arten Loensia pearmani)
    - Fläckvingad storstövslända (arten Loensia variegata)
    - Gulpannad storstövslända (arten Psocidus flavonimbatus)
    - Banddroppslända (arten Trichadenotecnum germanicum)
    - Gluggdroppslända (arten Trichadenotecnum incognitum)
    - Prickdroppslända (arten Trichadenotecnum majus)
    - Fläckdroppslända (arten Trichadenotecnum sexpunctatum)
    - Flaggstövslända (arten Graphopsocus cruciatus)
    - Lövglasvingeslända (arten Stenopsocus immaculatus)
    - Barrglasvingeslända (arten Stenopsocus lachlani)
    - Praktstövslända (arten Stenopsocus stigmaticus)

  - Tjockkantsstövsländor (familjen Amphipsocidae)
    - Tjockkantsstövslända (arten Kolbia quisquiliarum)

  - Kviststövsländor (familjen Lachesillidae)
    - Mindre kviststövslända (arten Lachesilla greeni)
    - Höstövslända (arten Lachesilla pedicularia)
    - Ekkviststövslända (arten Lachesilla quercus)

  - Rektangelstövsländor (familjen Ectopsocidae)
    - Cederstövslända (arten Ectopsocopsis cryptomeriae)
    - Småfläckig rektangelstövslända (arten Ectopsocus briggsi)
    - Storfläckig rektangelstövslända (arten Ectopsocus petersi)

  - Sorgstövsländor (familjen Peripsocidae)
    - Prickig sorgstövslända (arten Peripsocus alboguttatus)
    - Bredlobad sorgstövslända (arten Peripsocus consobrinus)
    - Brunvingad sorgstövslända (arten Peripsocus didymus)
    - Parvelsorgstövslända (arten Peripsocus parvulus)
    - Dysterbrun sorgstövslända (arten Peripsocus phaeopterus)
    - Fläckig sorgstövslända (arten Peripsocus subfasciatus)

  - Hårstövsländor (familjen Trichopsocidae)
    - Brunryggad hårstövslända (arten Trichopsocus clarus)
    - Blekryggad hårstövslända (arten Trichopsocus dalii)

  - Gluggmärkestövsländor (familjen Philotarsidae)
    - Fläckig gluggmärkeslända (arten Philotarsus parviceps)
    - Randig gluggmärkeslända (arten Philotarsus picicornis)

  - Fransgaffelstövsländor (familjen Elipsocidae)
    - Tjockpalpsstövslända (arten Cuneopalpus cyanops)
    - Tunnbandad fransgaffelslända (arten Elipsocus abdominalis)
    - Mörkhuvad fransgaffelslända (arten Elipsocus hyalinus)
    - Brun fransgaffelslända (arten Elipsocus moebiusi)
    - Bredbandad fransgaffelslända (arten Elipsocus pumilis)
    - Hedstövslända (arten Hemineura dispar)
    - Ekkryplus (arten Pseudopsocus fusciceps)
    - Tallkryplus (arten Pseudopsocus rostocki)
    - Lavstövslända (arten Reuterella helvimacula)

  - Kalvingestövsländor (familjen Mesopsocidae)
    - Svartpannad kalvingeslända (arten Mesopsocus fuscifrons)
    - Gråögd kalvingeslända (arten Mesopsocus helveticus)
    - Gultonad kalvingeslända (arten Mesopsocus immunis)
    - Blektonad kalvingeslända (arten Mesopsocus unipunctatus)
    - Tvåfläckig kalvingeslända (arten Mesopsocus laticeps)

  - Storstövsländor (familjen Psocidae))
    - Lövstorstövslända (arten Amphigerontia bifasciata)
    - Barrstorstövslända (arten Amphigerontia contaminata)
    - Blankryggad stövslända (arten Amphigerontia intermedia)
    - Högcellsstövslända (arten Blaste conspurcata)
    - Fjunig storstövslända (arten Neopsocopsis hirticornis)
    - Mörkvingad jättestövslända (arten Metylophorus nebulosus)
    - Klarvingad jättestövslända (arten Psococerastis gibbosa)
    - Rombmärkt stövslända (arten Hyalopsocus contrarius)
    - Tvåfärgad stövslända (arten Hyalopsocus morio)
    - Signalstövslända (arten Psocus bipunctatus)
    - Bandvingad storstövslända (arten Loensia fasciata)
    - Prickvingad storstövslända (arten Loensia pearmani)
    - Fläckvingad storstövslända (arten Loensia variegata)
    - Gulpannad storstövslända (arten Psocidus flavonimbatus)
    - Banddroppslända (arten Trichadenotecnum germanicum)
    - Gluggdroppslända (arten Trichadenotecnum incognitum)
    - Prickdroppslända (arten Trichadenotecnum majus)
    - Fläckdroppslända (arten Trichadenotecnum sexpunctatum)

## 5Vattennätvingar(ordningenMegaloptera)
- Sävsländor (familjen Sialidae)
  - Svenskt namn saknas (arten Sialis fuliginosa)
  - Allmän sävslända (arten Sialis lutaria)
  - Svenskt namn saknas (arten Sialis morio)
  - Svenskt namn saknas (arten Sialis sibirica)
  - Svenskt namn saknas (arten Sialis sordida)

## 6Halssländor(ordningenRaphidioptera)
- Ormhalssländor (familjen Raphidiidae)
  - Svenskt namn saknas (arten Xanthostigma xanthostigma)
  - Svenskt namn saknas (arten Raphidia ophiopsis)
  - Svenskt namn saknas (arten Phaeostigma notata)
- Reliktsländor (familjen Inocelliidae)
  - Reliktslända (arten Inocellia crassicornis)

## 7Nätvingar(ordningenNeuroptera)
- Vaxsländor (familjen Coniopterygidae)
- Svampsländor (familjen Sisyridae)
- Vattenrovsländor / Vattenmyrlejonsländor / (familjen Osmylidae)
  - Vattenmyrlejonslända (arten Osmylus fulvicephalus)
- Fångsländor (familjen Mantispidae)
- Florsländor (familjen Hemerobidae)
- Guldögonsländor / Stinksländor (familjen Chrysopidae)
  - Svensk namn saknas (arten Chrysopa pallens)
  - Svensk namn saknas (arten Chrysopa carnea)
- Trådvingesländor och årvingesländor (familjen Nemopteridae)
- Fjärilsländor (familjen Ascalaphidae)
- Myrlejonsländor (familjen Myrmeleonidae)

## 8Nattsländor(ordningenTrichoptera)
- Trattnattsländor (familjen Ecnomidae)
- Ryssjenattsländor (familjen Hydropsychidae)
- Rutnätnattsländor (familjen Arctopsychidae)
- Fångstnätnattsländor (familjen Polycentropodidae)
- Tunnelnattsländor (familjen Psychomyiidae)
- Stengömmenattsländor (familjen Philopotamidae)
- Stenhusnattsländor (familjen Glossosomatidae)
- Smånattsländor (familjen Hydroptilidae)
- Rovnattsländor (familjen Rhyacophilidae)
  - Grön strömnattslända (arten Rhyacophila nubila)
- Grusrörsnattsländor (familjen Goeridae)
- Husmasknattsländor (familjen Limnephilidae)
- Bäcknattsländor (familjen Brachycentridae)
- Kantrörsnattsländor (familjen Lepidostomatidae)
- Broknattsländor (familjen Phryganeidae)
  - Större nattslända (arten Phryganea grandis)
- Långhornssländor (familjen Leptoceridae)
- Skivrörsnattsländor (familjen Molannidae)
- Sandrörsnattsländor (familjen Beraeidae)
- Krumrörsnattsländor (familjen Sericostomatidae)
- Böjrörsnattsländor (familjen Odontoceridae)

## 9Näbbsländor(ordningenMecoptera)
- Skorpionsländor / Klosländor (familjen Panorpidae)
  - Vanlig skorpionslända (arten Panorpa communis)
- Snösländor (familjen Boreidae)